# Правац Европа
Правац Европа је посланичка група у Народној скупштини Републике Србије и Скупштини града Београда. Предводи је Мариника Тепић, а састоји се од појединих странака које су биле део коалиције Уједињени за победу Србије током општих избора 2022. До јула 2023. носила је назив Уједињени.

## Историја
Коалиција Уједињени за победу Србије (УЗПС) у којој су били Странка слободе и правде (ССП), Покрет слободних грађана (ПСГ), Покрет за преокрет (ПЗП), Удружени синдикати Србије „Слога” (УСС Слога) и покрет Отаџбина, учествовала је на општим изборима 2022. године. Била је друга по броју гласова, освојивши укупно 38 мандата. Убрзо након избора дошло је до низа несугласица у коалицији, које су довеле до њеног распуштања. У мају је најављено да странке око ССП-а настављају сарадњу у Народној скупштини.
После конститутивне седнице 13. сазива Народне скупштине 1. августа, група Уједињени постала је највећа опозициона посланичка група. Предложила је Борка Стефановића као једног од седам кандидата за потпредседника Народне скупштине. Изабран је 2. августа.

## Чланови
Председница ове посланичке групе је Мариника Тепић, док је Павле Грбовић на функцији потпредседника.
| Назив | Назив                                         | Вођа              | Главна идеологија             | Политичка позиција            | Народна скупштина | Скупштина града Београда |
| ----- | --------------------------------------------- | ----------------- | ----------------------------- | ----------------------------- | ----------------- | ------------------------ |
|       | Странка слободе и правде (ССП)                | Драган Ђилас      | социјалдемократија            | леви центар                   | 9 / 250           | 6 / 110                  |
|       | Покрет слободних грађана (ПСГ)                | Павле Грбовић     | либерализам                   | центар                        | 3 / 250           | 3 / 110                  |
|       | Покрет за преокрет (ПЗП)                      | Јанко Веселиновић | социјалдемократија            | леви центар                   | 1 / 250           | 1 / 110                  |
|       | Удружени синдикати Србије „Слога” (УСС Слога) | Жељко Веселиновић | лабуризам                     | левица                        | 1 / 250           | 1 / 110                  |
|       | Отаџбина                                      | Славиша Ристић    | интереси српске мањине са КиМ | интереси српске мањине са КиМ | 1 / 250           | 0 / 110                  |